# Чуна
Чу̀на (У̀да) е река в Азиатската част на Русия, Южен Сибир, Иркутска област и Красноярски край дясна съставяща на река Тасеева, ляв приток на Ангара. Дължината ѝ е 1203 km, която ѝ отрежда 32-ро място по дължина сред реките на Русия.
Река Чуна води началото си под името Горна Уда от ледниково езеро, разположено на северния склон на Удинския хребет в планината Източни Саяни, на 1782 m н.в., в крайната югозападната част на Иркутска област. На протежение от 138 km Горна Уда тече в посока изток-югоизток в тясна планинска долина между Джуглимския и Удинския хребет. При село Алигджер, при 1065 km приема отдясно притока си Кара Бурен, завива на север и тече в дълбока проломна долина в Източните Саяни под името Долна Уда (525 km). В този участък реката прорязва няколко хребета на планината и по течението ѝ има множество прагове (Тюменец, Ворон, Аракан, Косой и др.) и бързеи. При град Нижнеудинск излиза от планината и навлиза в южната част на Приангарското плато, като долината ѝ съществено се разширява, руслото ѝ се разделя на ръкави, с непостоянни пясъчни острови между тях, а скоростта на течението ѝ намалява. При посьолок Чунски, Иркутска област Долна Уда приема отдясно притока си река Чукша и оттук до устието си, на протежение от 540 km тече под името Чуна. След село Березова, Иркутска област Чуна завива на запад, като долината и още повече се разширява и тече през сибирската тайга. При село Октябърски навлиза в Красноярски край и след 190 km се съединява с идващата отляво река Бирюса (Она), на 102 m н.в. и двете заедно дават началото на река Тасеева, най-пълноводният приток на Ангара.
Водосборният басейн на Чуна има площ от 56,8 хил. km2, което представлява 44,38% от водосборния басейн на река Тасеева и обхваща части от Красноярски край и Иркутска област.
Границите на водосборния басейн на реката са следните:
- на север и изток – водосборните басейни на реките Карабула, Мура, Кова и Ока, леви притоци на Ангара;
- на юг – водосборния басейн на река Голям Енисей, дясна съставяща на Енисей;
- на запад – водосборния басейн на река Бирюса (Она), лява съставяща на Тасеева.

Въпреки значителната си дължина река Чуна има тесен водосборен басейн и притоците ѝ са относително къси, като само 6 от тях са с дължина над 100 km и са само десни:
- 646 ← Тангуй Удински 150 / 2610, при село Широково, Иркутска област
- 540 ← Чукша 190 / 903, при посьолок Чунски, Иркутска област
- 477 ← Бармо 103 / 4160, Иркутска област
- 359 ← Модишева 178 / 3040, при село Видрино, Иркутска област
- 326 ← Дешима 116 / 1890, Иркутска област
- 266 ← Зептукея 3104 / 1530, Иркутска област

Подхранването на реката е предимно дъждовно (63%), подземно (25%) и снежно (12%). Пълноводието е през май, като постепенно намалява до октомври в резултат от обилните дъждове през този сезон. Среден годишен отток при село Чунояр, Красноярски край, на 167 km от устието 300 m3/s, в горното течение, при устието на река Кара Бурен 70 m3/s. Замръзва в края на октомври или началото на ноември, а се размразява в края на април или началото на май.
По течението на реката в са разположени множество населени места:
- Иркутска област – град Нижнеудинск и селищата от градски тип (посьолки) Шумски, Атагай, Чунски, Лесогорск и Октябърски;
- Красноярски край – няколко села, в т.ч. голямото село Октябърски.

Река Чуна не е плавателна, но се използва за транспортиране на дървен материал